# Abrittum
Abrittum – stolica historycznej diecezji w Cesarstwie Rzymskim (prowincja Mezja Dolna), współcześnie w Bułgarii. Pierwsze wzmianki o niej pochodzą z około V wieku. Od początku XX wieku katolickie biskupstwo tytularne. 

## Biskupi tytularni
| Lp. | Biskup                            | Funkcja | Od                   | Do                   |
| --- | --------------------------------- | --- | -------------------- | -------------------- |
| 1   | Jean de Vienne de Hautefeuille CM | wikariusz apostolski Południowo-Zachodniego Zhili, następnie wikariusz apostolski Północnego Zhili, następnie wikariusz apostolski Przybrzeżnego Zhili (Chiny) | 10 sierpnia 1915     | 11 kwietnia 1946     |
| 2   | Maksimilijan Držecnik             | biskup pomocniczy, a następnie administrator apostolski Lavant (Słowenia)                                                                                      | 15 września 1946     | 15 czerwca 1960      |
| 3   | Cletus Francis O’Donnell          | biskup pomocniczy Chicago (USA) | 26 października 1960 | 18 lutego 1967       |
| 4   | Fyłymon Kurczaba CSsR             | biskup pomocniczy lwowski obrządku bizantyjskiego (Ukraina) | 16 stycznia 1991     | 26 października 1995 |
| 5   | Ján Eugen Kočiš                   | wikariusz biskupi egzarchatu apostolskiego Republiki Czeskiej                                                                                                  | 24 kwietnia 2004     | 4 grudnia 2019       |
| 6   | Călin Ioan Bot                    | eparcha pomocniczy Lugoj (Rumunia) | 22 stycznia 2020     | 15 czerwca 2023      |
| 7   | Petro Holinej                     | biskup pomocniczy kołomyjski (Ukraina) | 12 lipca 2023        |                      |